# Piriqueta araguaiana
Piriqueta araguaiana är en passionsblomsväxtart som beskrevs av M.M. Arbo. Piriqueta araguaiana ingår i släktet Piriqueta och familjen passionsblomsväxter. Inga underarter finns listade i Catalogue of Life.